# Tough Enough (Vanilla Ninja)
Don't Go Too Fast è il secondo singolo della band pop rock estone Vanilla Ninja, il primo tratto dal loro secondo album Traces of Sadness.

## Tracce[1]
1. Tough Enough (Radio edit) – 3:24
2. Tough Enough (Ambient mix) – 3:24
3. Tough Enough (Extended  version) – 3:24
4. Tough Enough (Unplugged version) – 3:24

- Tough Enough (Video) – 3:24

## Video
Il video riprende la band che suona dentro una palestra di kick boxing il cui accesso è vietato alle ragazze.